# Mvoung (Fluss)
Der Mvoung ist ein Fluss in Gabun.

## Verlauf
Der Fluss hat seine Quellen in der Provinz Woleu-Ntem, wenige Kilometer östlich der Quellen des Ntem. Er fließt in südsüdwestliche Richtung. Der Mvoung mündet in der Provinz Ogooué-Ivindo in den Ivindo.

## Hydrometrie
Die Durchflussmenge des Mvoung wurde an der hydrologischen Station Ovan bei dem größten Teil des Einzugsgebietes, über die Jahre 1961 bis 1984 gemittelt, gemessen (in m³/s).